# Kloppwamms
Kloppwamms, auf älteren Karten auch als Worderbusch bezeichnet, ist eine Hofschaft im Norden der bergischen Großstadt Wuppertal.

## Lage und Beschreibung

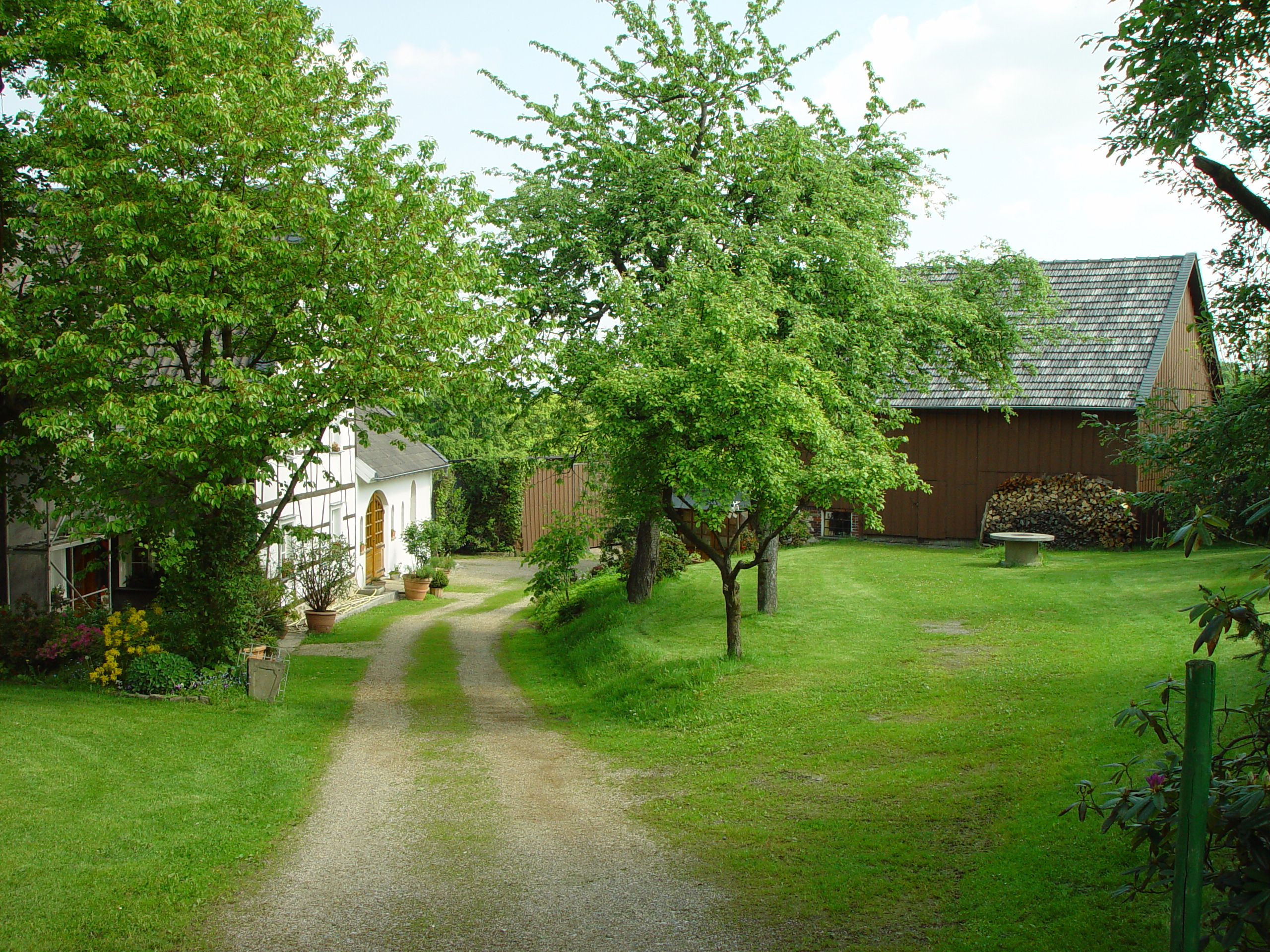
Häuser in Kloppwamms

Die Hofschaft liegt im Nordosten des Wohnquartiers Dönberg im Stadtbezirk Uellendahl-Katernberg auf einer Höhe von 255 m ü. NHN oberhalb des Deilbachs nahe der Stadtgrenze zu Velbert, Hattingen und Sprockhövel. 
Benachbarte Orte sind neben Dönberg die Wohnplätze und Hofschaften Fettenberg, Ibach, Weißenibach, Weißenhaus, Am Brass, Winterberg, Grades, Jungenholz, Stürmann, Neue Wiese, Am Strauch, Danz, Danzberg, Busch, Brüggen, Am neuen Krusen, Stopses, Krusen, Franzdelle, Vorm Dönberg und die Wollbruchsmühle, sowie die Hattinger Ortschaften Beek und Dunk. 
Der Wuppertaler Rundweg führt an Kloppwamms vorbei.

## Geschichte
In der lokalen Mundart wurde der Ort auch als am Kloppwams oder Worderbusch bezeichnet. Im 19. Jahrhundert gehörte Kloppwamms zu der Bauerschaft und der Kirchengemeinde Dönberg in der Bürgermeisterei Hardenberg, die 1935 in Neviges umbenannt wurde. Damit gehörte es von 1816 bis 1861 zum Kreis Elberfeld und ab 1861 zum alten Kreis Mettmann. 
Der Ort ist auf der Gemeinde Charte des Parzellar Katasters der Bürgermeisterei Hardenberg von 1815/16 als im Worderbusch eingezeichnet. Er ist auf der Topographischen Aufnahme der Rheinlande von 1824 eingezeichnet, aber nicht beschriftet. Auf der Preußischen Uraufnahme von 1843 ist der Ort als Worderbusch beschriftet. Auf Messtischblättern ist der Ort als Kloppwamms beschriftet.
Im Gemeindelexikon für die Provinz Rheinland von 1888 wird ein Wohnhaus mit 21 Einwohnern angegeben. Der Ort wird zu dieser Zeit Klopwamms genannt.
Mit der Kommunalreform von 1929 wurde der südliche Teil von Dönberg abgespalten und mit weiteren, außerhalb von Dönberg liegenden Nevigeser Ortschaften in die neu gegründete Stadt Wuppertal eingemeindet, der Rest Dönbergs mit Kloppwamms verblieb zunächst bei Neviges. Aufgrund des Düsseldorf-Gesetzes kam Neviges mit Beginn des Jahres 1975 zur Stadt Velbert und das restliche Dönberg wurde ebenfalls in Wuppertal eingemeindet.